# Carlos Rojas (écrivain)
Pour les articles homonymes, voir Rojas.
Carlos Rojas Vila, né le 12 août 1928 à Barcelone (Espagne) et mort le 8 février 2020 à Greenville (Caroline du Sud), est un écrivain et professeur espagnol.
Auteur prolifique, il a écrit de nombreux essais et biographies, particulièrement sur des personnalités liées à la guerre civile espagnole et sur celles qui se sont exilées.

## Biographie
Carlos Rojas Vila naît le 12 août 1928 à Barcelone ; il est le fils du médecin colombien Carlos Rojas Pinilla, qui est le neveu du président de la Colombie de 1953 à 1957, Gustavo Rojas Pinilla.
Dès 19 ans, il se présente au prix Nadal, sans l'obtenir. Il obtient une licence en Philosophie et Lettres à l'université de Barcelone avant d'obtenir un doctorat à l'université complutense de Madrid.
Rojas publie son premier roman en 1957, De barro y esperanza, avec lequel il s'inscrit en opposition aux auteurs du réalisme social (es) dominant à cette époque en Espagne, qu'il développe avec El asesino de César (1959) et Adolfo Hitler está en mi casa (1965).
Carlos Rojas est aussi essayiste et publie de nombreuses biographies, particulièrement de personnalités liées à la guerre civile espagnole et d'exilés, tels que Miguel de Unamuno et José Ortega y Gasset (Intelectuales frente al drama, 1970) ou Antonio Machado et Pablo Picasso, avec Arte y muerte en el exilio (1977), Por qué perdimos la guerra (1969) et La Guerra Civil vista por los exiliados (1975).
Carlos Rojas obtient le prix national de littérature narrative en 1968 pour Auto de fe.
Il obtient le prix Nadal en 1979 pour El ingenioso hidalgo Federico García Lorca (L’Ingénieux Hidalgo et poète Federico García Lorca monte aux enfers).
Très productif toute sa vie par son travail de professeur de littérature espagnole, notamment à l'université de Glasgow, puis en Floride et à Atlanta, il commence à marquer le pas dans les années 1990 avant de se faire rare dans les années 2000.
Carlos Rojas meurt le 8 février 2020 à Greenville (Caroline du Sud).

## Œuvre

### Romans
- 1957 De barro y esperanza
- 1958 El futuro ha comenzado
- 1959 El asesino de César
- 1963 La ternura del hombre invisible
- 1965 Adolfo Hitler está en mi casa
- 1966 Rei de Roma (en catalan)
- 1968 Auto de Fe (prix national de littérature narrative)
- 1972 Las llaves del infierno
- 1973 Azaña (roman biographique, prix Planeta)
- 1975 Mein Fuehrer, mein Fuehrer! (el libro prohibido)
- 1977 Memorias inéditas de José Antonio (roman biographique, prix Ateneo de Sevilla (es))
- 1978 El valle de los caídos
- 1979 El Ingenioso hidalgo y poeta Federico García Lorca asciende a los infiernos (roman biographique, prix Nadal)
- 1979 Guerra de Cataluña
- 1988 El jardín de las Hespérides
- 1990 El jardín de Atocha
- 1992 Proceso a Godoy (roman biographique)
- 1995 Alfonso de Borbón habla con el demonio
- 1999 La vida y la época de Carlos IV (roman historique)

### Essais et biographies
- 1966 Diálogos para otra España
- 1967-1969 Maestros Norteamericanos
- 1969 El aprendizaje de los sueños en la pintura de Pepi Sánchez (es)
- 1970 Aquelarre
- 1970 ¿Por qué perdimos la guerra?
- 1970 Luis III, el Minotauro
- 1970 Unamuno y Ortega: Intelectuales frente al drama
- 1973 Diez figuras ante la guerra civil
- 1975 La guerra civil vista por los exiliados
- 1977 Azaña / Companys: los dos presidentes
- 1977 Machado y Picasso: arte y muerte en el exilio
- 1977 Retratos antifranquistas
- 1977 Prieto y José Antonio: socialismo y Falange ante la tragedia civil
- 1981 La Barcelona de Picasso
- 1984 El mundo mítico y mágico de Picasso
- 1985  El mundo mágico y mítico de Salvador Dalí
- 1990 Yo Goya
- 1995 ¡Muera la inteligencia! ¡Viva la muerte! Salamanca, 1936
- 1997 Los Borbones destronados : la biografía humana y política de Carlos IV, Fernando VII, Isabel II y Alfonso XIII, cuatro monarcas destronados en menos de siglo y medio, pero cuya dinastía recupera siempre la Corona
- 2000 Puñeta, la Españeta
- 2000 Momentos estelares de la guerra de España
- 2003 Diez crisis del franquismo

### Autres
- 1965 De Cela a Castillo-Navarro: veinte an̈os de prosa española contemporánea (anthologie)
- 1968 « Problemas de la nueva novela española », dans le volume collectif La nueva novela europea

### Œuvres traduites en français
- L’Ingénieux Hidalgo et poète Federico García Lorca monte aux enfers [« El ingenioso hidalgo Federico García Lorca »], trad. de Michel Mouret, Baixas, France, Les éditions Balzac, coll. « Autres rives », 2009, 222 p.  (ISBN 978-2-913907-60-7)